# محوطه دستجرد
محوطه باستانی دستجرد مربوط به سده‌های اولیه دوران‌های تاریخی پس از اسلام - دوره ساسانیان است و در شهرستان اسفراین، بخش بام وصفی آباد، دهستان بام، ۱۰۰ متری غرب روستای دستجرد واقع شده و این اثر در تاریخ ۱۸ شهریور ۱۳۸۷ با شمارهٔ ثبت ۲۳۳۰۹ به‌عنوان یکی از آثار ملی ایران به ثبت رسیده است.